# Омаха (покер)
«Омаха» або «Омаха холдем» (англ. Omaha hold'em) — один з найпопулярніших видів покеру. На відміну від семикарткового «техаського холдему», ця гра — 9-карткова. Правила цих двох видів дуже схожі. Але і мають відмінності: в «Омаху» гравцям здають 4 закриті карти, але фінальна комбінація покеру все-таки складається з п'яти карт: в точності з 2 закритих і 3 відкритих.

## Хід гри
Гра проходить так:
- Блайнди. Перед початком гри гравці, що сидять ліворуч від дилера, ставлять блайнди, спочатку малий блайнд, а ліворуч від нього — великий блайнд. Блайнди ставляться у тому, щоб забезпечити початковий банк.
- Пре-флоп. Гравцям лунає по 4 закриті карти. Перший гравець, який починає перший раунд торгівлі — стрілець. Він сидить ліворуч від великого блайнду.
- Флоп. Після префлопу на стіл викладаються три загальні карти. Потім знову слідує коло торгівлі.
- Терн. Потім викладається четверта загальна карта та знову коло торгівлі.
- Рівер. І нарешті, на стіл викладається загальна п'ята карта. Слід останнє коло торгів і якщо на рівері всі ставки зрівнялися, то карти розкриваються і з'ясовується найсильніша п'яти карткова комбінація, при цьому на відміну від техаського холдему для складання комбінації покеру гравець зобов'язаний використовувати дві карти з руки і три карти зі столу.

Якщо кілька гравців мають однакові виграшні комбінації, банк ділиться порівну.

## Різновиди Омахи
Існують три основні різновиди омахи:
- ліміт — ставки лімітовані.
- пот-ліміт — максимальна ставка обмежена розмірами банку; цей різновид найчастіший
- ноу-ліміт (безлімітний) покер — максимальна ставка обмежена розміром стека гравця.

## Омаха Хай-Лоу
В Омаха Хай-Лоу кожен гравець повинен зібрати найсильнішу і найслабшу комбінацію, при цьому в слабкій комбінації не враховуються стріти та флеші, а туз вважається найслабшою картою. Банк ділиться на дві рівні частини, хай банк виграє гравець, який зібрав найсильнішу комбінацію, а лоу банк виграє гравець із найслабшою комбінацією, при цьому для лоу комбінації діє правило «8 або краще», щоб претендувати на виграш лоу-банку, у нього повинна бути комбінація з неспарених карток не старша вісімки, таким чином гірша лоу-комбінація це 8-7-6-5-4, а найкраща 5-4-3-2-A. Якщо жоден із гравців не зібрав лоу-комбінацію, то весь банк забирає гравець із найсильнішою комбінацією.

## 5-карткова Омаха
Існує також модифікація класичної омахи, де гравець отримує на руки не 4, а 5 закритих карт. В іншому перебіг гри нічим не відрізняється.

## 6-карткова Омаха
За великим рахунком, вона не сильно відрізняється від традиційної. Єдиний виняток — учасники отримують не чотири, а шість закритих карт. В усьому іншому жодних змін. Для формування комбінацій гравці використовують дві карти з числа кишенькових та три карти з числа загальних на борді. Ієрархія комбінацій традиційна.

## Куршевель
Courchevel poker є, у свою чергу, різновидом 5-карткової Омахи. Відмінність полягає в тому, що на префлопі гравцям здається 5 карт у закриту та 1 карта у центр столу. Після кола торгівлі на флоп викладають ще дві загальні карти.

## Оклахома
Різновид Омахи, який з'явився лише у 2010 році. Тоді ж пройшли перші офіційні турніри з цієї покерної дисципліни.
Правила Оклахоми дуже схожі на правила звичайної Омахи, але з однією важливою зміною. Префлоп проходить як завжди: гравці отримують карти та беруть участь у торгах. Але після флопу та терну покеристи, які залишаються у грі, мають скинути по одній карті. Таким чином, у кожного гравця за столом залишається по дві кишенькові карти, які обов'язково повинні бути присутніми в переможній комбінації.